# Virginia (Oper)
Virginia ist eine Oper (Originalbezeichnung: „Tragedia lirica“) in drei Akten (sieben Bildern) des italienischen Komponisten Saverio Mercadante. Das Libretto stammt von Salvadore Cammarano und basiert auf der gleichnamigen Tragödie von Vittorio Alfieri. Diese wiederum geht auf eine Geschichte von Titus Livius aus dem dritten Buch seines Geschichtswerks Ab urbe condita zurück, in der die Plebejerin Verginia die Begierde des mächtigen Dezemviren Appius Claudius auf sich zieht. Die Uraufführung der Oper fand am 7. April 1866 im Teatro San Carlo in Neapel statt.

## Handlung

### Erster Akt
Der römische Bürger Appio versteht es geschickt, die Bevölkerung der Stadt zu manipulieren. Dadurch hat er dort einen großen Einfluss. Daher glaubt er auch, Virginia, die Tochter Virginios, für sich gewinnen zu können. Diese aber ist in Icilio verliebt und mit diesem bereits verlobt. Daher weist sie Appios Antrag ab. Dieser versucht, mit Gewalt an sein Ziel zu gelangen. Virginia fühlt sich zu Recht erschreckt und bittet ihren Cousin Valerio, ihren Vater, der gerade auf einem Kriegszug ist, über ihre Bedrängnis in Kenntnis zu setzen.

### Zweiter Akt
Virginias Vater Virginio kehrt nach Erhalt der Botschaft nach Rom zurück und will sofort seine Tochter mit Icilio verheiraten und somit Appio vor vollendete Tatsachen stellen. Die Heiratsvorbereitungen werden jäh durch Marco, Appios Freund und Verbündeten, unterbrochen. Dieser bezweifelt die Vaterschaft Virginios und behauptet Virginia sei eine Sklavin.

### Dritter Akt
Iclio besteht trotz der intriganten Vorwürfe auf der Heirat mit Virginia und wird von Marco in Appios Auftrag ermordet. Virginia bricht über dieser Nachricht zusammen. Inzwischen tagt das Tribunal, um über die Angelegenheit der umstrittenen Vaterschaft Virginias zu urteilen. Das Gericht gibt Marco und Appio Recht. Virginia, die unter keinen Umständen Appio heiraten will, begeht daraufhin Selbstmord. (Nach einer anderen Version wird sie von ihrem Vater erstochen, der ihre Ehre retten will.) Ihr Tod führt zu einem Volksaufstand gegen Appio.

## Gestaltung

### Besetzung
Die Orchesterbesetzung der Oper enthält die folgenden Instrumente:
- Holzbläser: zwei Flöten (1 auch Piccolo), zwei Oboen, Englischhorn, zwei Klarinetten, zwei Fagotte
- Blechbläser: vier Hörner, zwei Trompeten, drei Posaunen, Ophikleide
- Pauken, Schlagzeug: große Trommel, kleine Trommel, Becken
- Harfe
- Streicher
- Bühnenmusik: Banda (nicht genauer angegeben), Fanfara

### Musiknummern
Die Oper enthält folgende Musiktitel:
- Nr. 1. Introduktion und Cavatine (Appio): „Qui Roma gli eletti suoi figli raduna – Ah! tant’oltre non credea“ (Chor, Appio, Marco)
- Nr. 2. Chor und Cavatine (Virginia): „Là, della madre innanzi all’urna – Sulle materne ceneri“ (Chor Tullia, Virginia)
- Nr. 3. Finale I: „Ah! non è vero, ascoltami“ (Appio, Virginia, Icilio)
- Nr. 4. Cavatine (Virginio): „Oh! quante volte reduce“ (Virginio, Virginia, Tullia)
- Nr. 5. Duett (Icilio, Virginia): „Allor che avvinti sarem dai Numi“ (Icilio, Virginia, Tullia, Chor)
- Nr. 6. Finale II: „Dallo stellato empireo – Oh tempi iniqui!… o iniqui mostri!… – Prima Icilio trafitto ed esangue“ (Chor, Marco, Virginia, Tullia, Icilio, Appio, Virginio, Valerio)
- Nr. 7. Duett (Appio, Icilio): „Si opporrebbe, è ver, la legge“
- Nr. 8. Duett (Virginia, Virginio): „Sacri penati, ah! l’ultimo“ (Virginia, Virginio, Tullia, Chor, Valerio)
- Nr. 9. Finale III: „In vestimenti squallidi – All’empia sentenza le vene mi stringe – Ch’io t’annodi al core infranto“ (Chor, Appio, Virginio, Virginia, Marco, Tullia, Valerio)

## Werkgeschichte
Virginia war schon einige Jahre vor der Uraufführung fertiggestellt, von der Zensur aber verboten worden. Das Werk basiert auf der gleichen Geschichte wie die Tragödie Emilia Galotti von Gotthold Ephraim Lessing, die auf Titus Livius zurückgeht. Die Oper war das letzte vollendete Bühnenwerk des Komponisten. Im Jahr 1870 arbeitete Mercandante noch an der Oper L’orfano di Brono, ossia Caterina dei Medici, die er aber nicht mehr vollendete.
Die Uraufführung am 7. April 1866 im Teatro San Carlo in Neapel dirigierte Nicola De Giosa. Die Inszenierung stammte von Giuseppe Castagna und Vincenzo Fico. Es sangen Francesco Pandolfini (Virginio), Marcella Lotti Della Santa (Virginia), Raffaele Mirate (Appio), Giorgio Stigelli (Icilio), Marco Arati (Marco), Adelaide Morelli (Tullia) und Giuseppe Menni (Valerio).
Virginia kam bei der Uraufführung am ersten Tag weniger gut, am zweiten Tag aber sehr gut beim Publikum an. Auf Dauer konnte sich dann das Werk nicht auf den Spielplänen der Theater und Opernhäuser halten. Es gab vereinzelte Aufführungen in Rom (1872), in Turin (1877) und in Neapel (1901). Ansonsten verschwand das Werk in den Archiven. Dieses Schicksal teilt es mit vielen von Mercadantes Opern.

## Neuinszenierungen und  Tonträgereinspielungen
Am 27. November 1976 wurde die Oper im Rahmen eines Festivals an der Queen’s University Belfast in Nordirland aufgeführt. James Judd leitete das Ulster Orchestra. Es sangen Janet Price (Virginia), Christian du Plessis (Virginio), Bonaventura Bottone (Appio), Maurice Arthur (Icilio) und der Chor der Northern Ireland Opera. Von dieser Inszenierung gibt es eine Aufnahme, die als Audio-CD erschienen ist.
Eine weitere CD-Einspielung entstand im Jahr 2007. Unter der Leitung von Maurizio Benini spielte das London Philharmonic Orchestra. Mitwirkende waren Susan Patterson, Paul Charles Clarke, Stefano Antonucci, Charles Castronovo, Andrew Foster-Williams und der Geoffrey Mitchell Choir.
Im Jahr 2010 gab es eine weitere Neuinszenierung der Oper im Rahmen des Wexford Festivals, das sich auf Opernraritäten spezialisiert.